# ويليام سميث (قسيس)
ويليام سميث (بالإنجليزية: William Smith)‏ هو قسيس وبروفيسور أمريكي، ولد في 4 أغسطس 1939 في يونكيرس في الولايات المتحدة، وتوفي في 24 يناير 2009.